# Een nieuwe hemel en een nieuwe aarde
Een nieuwe hemel en een nieuwe aarde is een term uit de christelijke heilsleer en eschatologie, ontleend aan Openbaring 21:1 in het Nieuwe Testament van de christelijke Bijbel: "Ik zag een nieuwe hemel en een nieuwe aarde. Want de eerste hemel en de eerste aarde zijn voorbij, en de zee is er niet meer".
Het begrip weerspiegelt de hooggespannen verwachtingen in het vroege christendom, toen christenen ervan overtuigd waren dat de wederkomst van Christus nog tijdens hun leven zou plaatsvinden. In de latere theologie werd de passage gebruikt als een argument voor de leer dat de wederopstanding in een fysieke, stoffelijke vorm plaatsvindt en niet slechts een spiritueel karakter heeft, zoals veel in de  gnostiek en het  neoplatonisme werd beweerd.

## Plaats in de eschatologie
Volgens Openbaring 20:7-15 vindt de dag des oordeels plaats na het duizendjarig vrederijk.
Wanneer de duizend jaar voorbij zijn, zal Satan uit zijn gevangenis worden losgelaten. Dan gaat hij eropuit om de volken aan de vier hoeken van de aarde, Gog en Magog, te misleiden. Hij brengt hen voor de strijd bijeen, zo veel mensen als er zand is bij de zee. Ze trekken op, over de hele breedte van de aarde, en omsingelen het kamp van de heiligen en de geliefde stad. Maar vuur daalt neer uit de hemel en verteert hen. En de duivel, die hen misleidde, wordt in de poel van vuur en zwavel gegooid, bij het beest en de valse profeet. Daar zullen ze dag en nacht worden gepijnigd, tot in eeuwigheid.— Openbaring 20:7-10
Vervolgens worden de levenden en de doden geoordeeld. "En iedereen werd geoordeeld naar zijn daden" (Openbaring 20:13). Iedereen die niet in het Boek des Levens blijkt te staan, wordt in de vuurpoel gegooid (Openbaring 20:15).
Dit is het moment waarop er een nieuwe hemel en een nieuwe aarde zijn, "[w]ant de eerste hemel en de eerste aarde zijn voorbij, en de zee is er niet meer" (Openbaring 21:1). Uit de hemel zal "de heilige stad Jeruzalem" (vaak het Nieuwe Jeruzalem genoemd) neerdalen. "Gods woonplaats is onder de mensen, Hij zal bij hen wonen. Zij zullen zijn volken zijn en God zelf zal als hun God bij hen zijn" (Openbaring 21:2-3). De stad heeft het licht van de zon en de maan niet nodig, want Gods luister schijnt over haar (Openbaring 21:23).